# Polisot

Polisot este o comună în departamentul Aube din nord-estul Franței. În 2009 avea o populație de 345 de locuitori.